# Джалор (округ)
Джалор (хинди जालोर ज़िला; англ. Jalor) — округ в индийском штате Раджастхан. Расположен в юго-западной части штата. Административный центр округа — город Джалор.

## География и климат
Расположен на юго-западе штата. Граничит с округом Бармер (на северо-западе), Пали (на северо-востоке) и Сирохи (на юго-востоке), а также со штатом Гуджарат (на юге). Площадь составляет 10 566 км². Основная реки округа — Сукри, приток реки Луни. Подразделяется на пять подокругов: Ахор, Джалор, Бхинмал, Ранивара и Санчор.
Для округа характерен засушливый климат с большими колебаниями температур. Средний годовой уровень осадков составляет около 410 мм.

## Население
По данным на 2011 год население округа составляет 1 830 151 человек. Средняя плотность населения — 172 чел/км². На каждые 1000 мужчин приходится в среднем 951 женщина. Уровень грамотности населения — 55,58 %. Прирост населения за период с прошлой переписи 2001 года составил 26,31 %. Согласно всеиндийской переписи 2001 года население округа насчитывало 1 448 486 человек. Уровень грамотности взрослого населения на тот период составлял 46,5 %, что было заметно ниже среднеиндийского уровня (59,5 %).

## Экономика
Экономика округа основывается на сельском хозяйстве и скотоводстве. Основной с/х культурой является горчица, выращиваемая специально для производства горчичного масла. Другие распространённые культуры — пшеница, африканское просо, ячмень, сорго и бобовые. На территории округа осуществляется добыча гранита, гипса, известняка и других камней. Промышленность развита слабо и ограничивается преимущественно обработкой камня, переработкой с/х продукции, производством тканей и кожаной обуви.
В 2006 году Министерство по делам местного самоуправления Индии внесло Джалор в список 250 наиболее отсталых округов страны (всего в стране 640 округов). Сегодня это один из 12 округов Раджастхана, получающих помощь по специальной программе помощи отсталым округам.

## Транспорт
По территории округа проходит национальное шоссе № 15 (Бхатинда — Кандла). Общая протяжённость дорог составляет около 2800 км. Протяжённость железных дорог составляет 127 км, на территории округа имеется 15 ж/д станций. Ближайший аэропорт располагается в городе Джодхпур. Взлётно-посадочная полоса имеется в деревне Нун, примерно в 35 км от города Джалор.